# Ólafur Ragnar Grímsson
Ólafur Ragnar Grímsson (Ísafjörður, 1943. május 14.–) izlandi politikus, aki az ország elnöke volt 1996 és 2016 között. Első ízben 1996-ban választották meg, másodszorra ellenjelölt nélkül 2000-ben, harmadszorra 2004-ben, negyedszerre ismét ellenjelölt nélkül 2008-ban, és ötödik alkalommal 2012-ben.
Ólafur a 2016.  január 1-jén tartott újévi beszédében bejelentette, hogy hivatali időszaka lejártával, 2016. augusztus 1-jén húsz évi tisztségviselés után visszavonul. Ennek ellenére egy 2016. április 18-án tartott sajtókonferencián bejelentette, hogy újra jelölteti magát annak a politikai instabilitásnak a fényében, amit a Panama-akták közzététele okozott két héttel korábban. Miután Guðni Th. Jóhannesson és Davíð Oddsson bejelentkeztek elnökjelöltként, ismét meggondolta magát, és május 9-én azt nyilatkozta, hogy nem indul a választáson.
Miután leköszönt az államelnöki tisztségből, az Arctic Cicle nevű nonprofit szervezet elnökeként tevékenykedett.

## Pályafutása
1962 és 1970 között közgazdaságtant és politikatudományt tanult a Manchesteri Egyetemen; ő volt az első izlandi, aki az utóbbiból doktori fokozatot szerzett. 1970-től az Izlandi Egyetemen oktatott politikatudományt.
1978-1983-ig az Alþingi tagja volt. 1988 és 1991 között a pénzügyminiszteri posztot töltötte be. 1991-től 1996-ig ismét parlamenti képviselő volt. 1996-ban választották először elnökké. 2000-ben, 2004-ben, 2008-ban és 2012-ben újraválasztották.

## Fordítás
- Ez a szócikk részben vagy egészben az Ólafur Ragnar Grímsson című angol Wikipédia-szócikk ezen változatának fordításán alapul.  Az eredeti cikk szerkesztőit annak laptörténete sorolja fel. Ez a jelzés csupán a megfogalmazás eredetét és a szerzői jogokat jelzi, nem szolgál a cikkben szereplő információk forrásmegjelöléseként.